# Simon Gillis

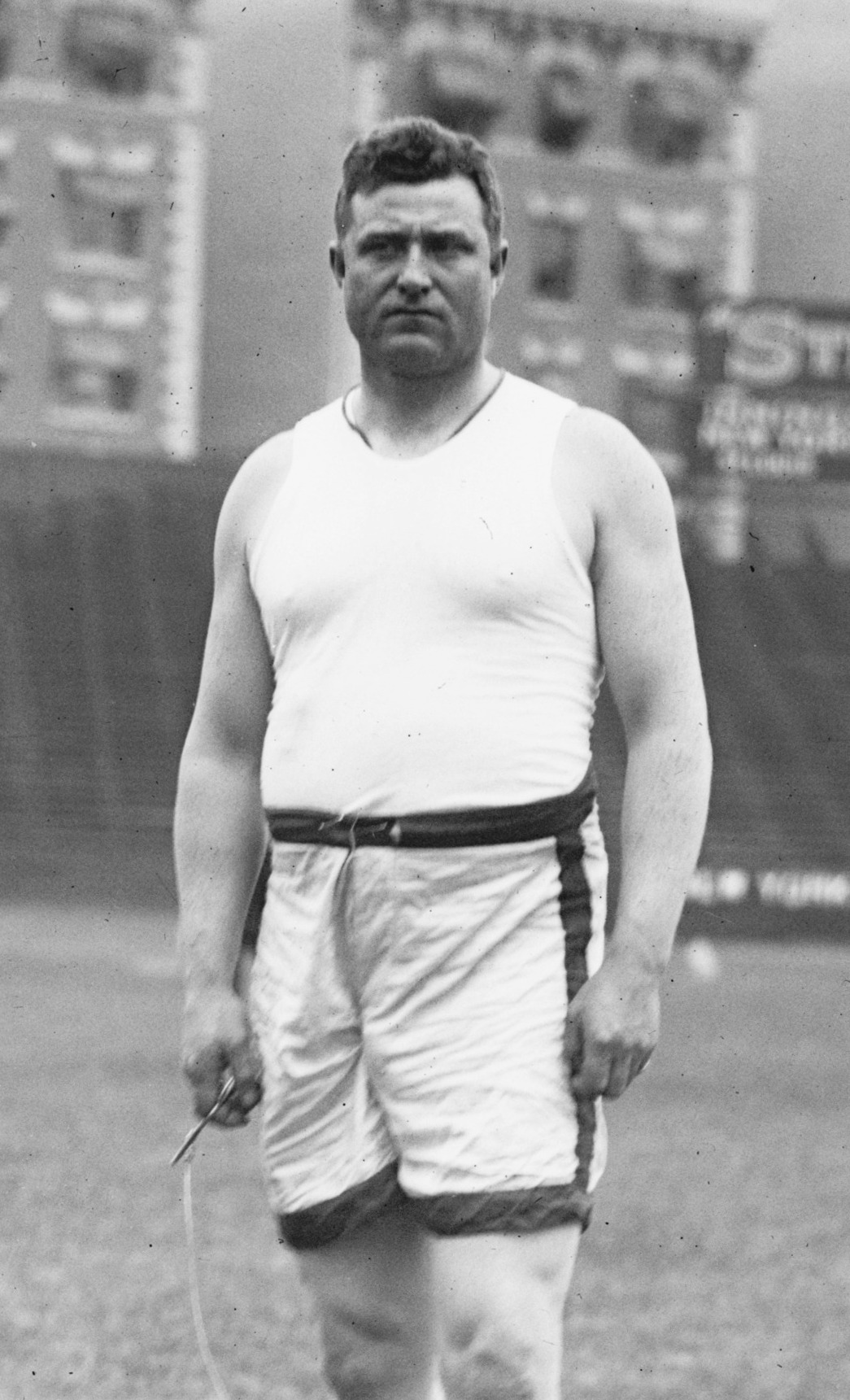
Simon Gillis, 1910–1915

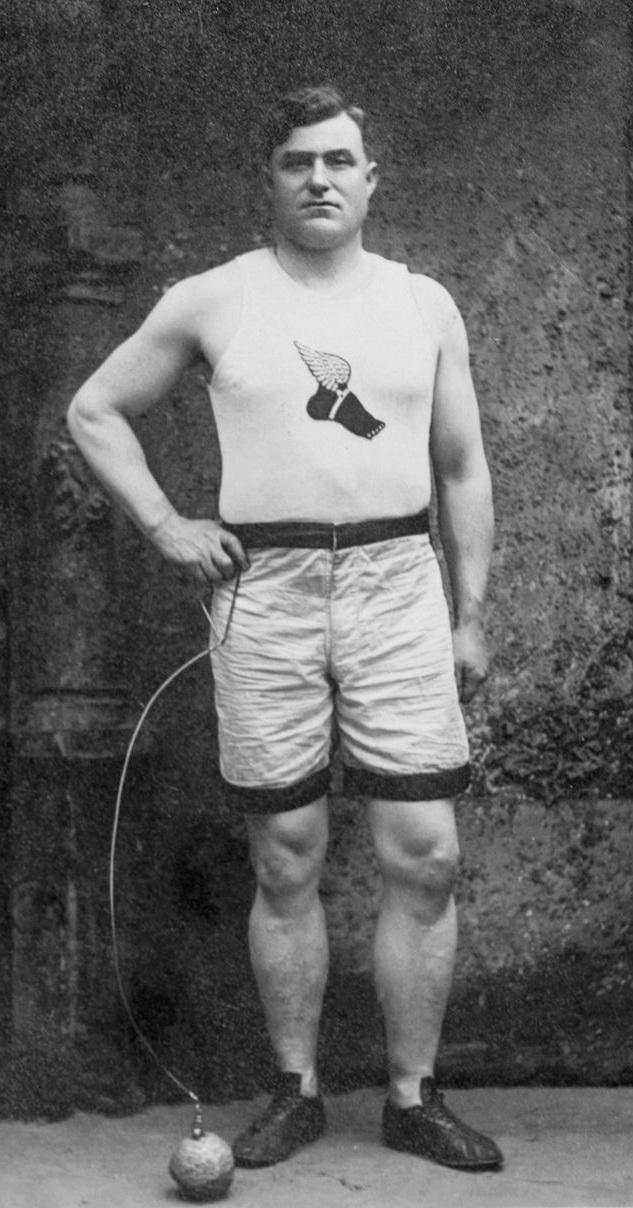
Simon Gillis, 1912

Simon Gillis (Simon Peter Gillis; * 6. April 1880 in Nova Scotia, Kanada; † 14. Januar 1964 in Phoenix, Arizona) war ein US-amerikanischer Hammerwerfer. 
1904 traf bei Übungen auf einem unbebauten Grundstück in der Park Avenue in Harlem sein gerade losgelassener Hammer einen 14-jährigen Jungen tödlich am Hinterkopf.
1906 wurde er US-Vizemeister und 1908 britischer Meister.
Bei den Olympischen Spielen 1908 in London wurde er Siebter im Hammerwurf. Im Diskuswurf kam er nicht unter die ersten elf.
1912 schied er im Hammerwurf der Olympischen Spiele in Stockholm ohne gültigen Versuch aus.